# Catarina Avelar
Maria Gertrudes de Oliveira Amaro, com o nome artístico Catarina Avelar (Lisboa, 9 de janeiro de 1939), é uma atriz portuguesa.

## Biografia
Nasceu em Lisboa em 1939, no entanto a infância foi passada no Tramagal, em Abrantes.
Estudou no Conservatório Nacional de Teatro.
Estreou-se em 1957 na peça "Castro", seguindo-se a peça "As Bruxas de Salém", no Teatro Nacional D. Maria II.
Trabalhou no Teatro da Estufa Fria, Teatro Maria Matos, Empresa Vasco Morgado...
Ainda jovem fez rádio na RCP, uma espécie de magazine com Paulo Alexandre e Isabel Wolmar.
De 1979 a 2001, fez parte do elenco residente do Teatro Nacional D. Maria II.
Em televisão destacam-se as suas participações em "Queridas e Maduras" (RTP); "Cuidado Com as Aparências" (SIC) ou "Conta-me Como Foi" (RTP).

## Televisão
- Monólogo do Vaqueiro RTP 1957
- Mar RTP 1957

...
- A Vida do Grande D. Quixote RTP 1971 'Fidalga'

...
- Gervásio não vai ao Ginásio RTP 1981
- Origens RTP 1983 'Paula Mendes'
- O Morgado de Fafe em Lisboa RTP 1990 'Baronesa'
- Na Paz dos Anjos RTP 1994 'Melita Saraiva'
- Queridas e Maduras RTP 1995-1996 'Edite'
- Sim, Sr Ministro TVI 1996
- A Grande Aposta RTP 1997-1998 'Helena Ribeiro'
- Terra Mãe RTP 1998 'Atriz no Teatro'
- Ballet Rose RTP 1998 'Isaltina'
- Jornalistas - 1999-2000 SIC 'Glória'
- Cuidado com as Aparências - 2000-2002 RTP 'Jacinta Bimbô'
- Camilo, o Pendura - 2002 RTP  Alice
- A minha sogra é uma bruxa - 2002 RTP 'Natália Camelo'
- Amanhecer TVI 2002/2003 'Rosa Sousa'
- Camilo em Sarilhos - 2005 SIC 'Maria Antónia'
- Morangos com Açúcar - 2004-2005 TVI 'Maria dos Prazeres Antunes'
- Fala-me de Amor - 2006 'Natérica Reis' TVI
- Vila Faia - 2008 RTP
- Casos da Vida - 2008 TVI Idalina
- Conta-me Como Foi 2007-2009 RTP 'Hermínia Marques'
- Cidade Despida 2010 RTP 'Susete'
- Liberdade 21 2010 RTP 'Balbina'
- O Segredo de Miguel Zuzarte 2010 RTP 'Avelina dos Anjos'
- Voo Directo RTP 2010
- Redenção 2011 TVI 'Florinda Natal'
- Dancin' Days 2012-2013 SIC 'Amélia Esteves'
- Bem-Vindos a Beirais RTP 2014 'Ariete Augusta Silva'
- Jardins Proibidos TVI 2014-2015 'Lurdes Antunes'
- Aqui Tão Longe RTP 2016 'Cecília'
- Massa Fresca TVI 2016 'Miquinhas Santarém'
- O Sábio RTP 2017 'Júlia Mendes'
- Alguém Perdeu CMTV 2019 'Quitéria de Jesus do Espírito Santo'
- Conta-me Como Foi RTP 2019-2020 'Hermínia Marques'
- Festa é Festa TVI 2021-2025 'Glória'
- Pôr do Sol RTP 2022 'Sónia Maluca'

## Teatro
- 1957 - A Castro - Teatro Nacional D. Maria II (com nome artístico de Gertrudes de Oliveira) [5]
- 1957 - As Bruxas de Salém - Teatro Nacional D. Maria II[6]
- 1958 - O Processo de Jesus - Teatro Nacional D. Maria II
- 1958 - O Mentiroso - Teatro Avenida (Teatro de Sempre)[7]
- 1959 - Diálogos das Carmelitas - Teatro Nacional D. Maria II[8]
- 1960 - Entre Giestas - Teatro Nacional D. Maria II
- 1961 - D. Henrique de Portugal - Teatro Nacional D. Maria II[9]
- 1962 - Eva e Madalena - Teatro Nacional D. Maria II[9]
- 1962 - Blusões Negros - Teatro Nacional D. Maria II
- 1963 - Para Cada um Sua Verdade - Teatro Nacional D. Maria II
- 1963 - Tartufo - Teatro Nacional D. Maria II[10]
- 1966 - A Cidade Não é Para Mim - Teatro Monumental[11]
- 1966 - Julgamento de um Homem Sem Vergonha - Teatro Monumental[12]
- 1967 - Ninho de Águias - Teatro da Estufa Fria[13]
- 1968 - Cautela, Libertino! - Teatro da Trindade
- 1969 - As Histórias de Hakim - Teatro Monumental
- 1971 - A Cozinha - Teatro Estúdio de Lisboa[14]
- 1972 - Testemunha Inadmissível - Teatro Estúdio de Lisboa[15]
- 1972 - A Outra Morte de Inês - Teatro Estúdio de Lisboa
- 1973 - Auto de Santo António - Teatro São Luiz
- 1973 - O Ovo - Teatro Villaret[16]
- 1974 - O Canto do Fantoche Lusitano - Teatro da Trindade[17]
- 1977 - O Encoberto - Teatro Maria Matos[18]
- 1979 - Os Filhos do Sol - Teatro Nacional D. Maria II
- 1980 - Baal - Teatro da Trindade[19]
- 1982 - A Sobrinha do Marquez - Teatro Nacional D. Maria II
- 1983 - A Casa de Bernarda Alba - Teatro Nacional D. Maria II[20]
- 1984 - "A Carroça do Poder" - Teatro Nacional D. Maria II
- 1985 - O Avejão - Teatro Nacional D. Maria II
- 1986 - Mãe Coragem e Seus Filhos - Teatro Nacional D. Maria II[21]
- 1987 - Guerras do Alecrim e Mangerona - Teatro Nacional D. Maria II
- 1988 - Tempo Feminino - Teatro Nacional D. Maria II
- 1989 - Pais Terríveis - Instituto Franco-Português[22]
- 1991 - Passa Por Mim no Rossio - Teatro Nacional D. Maria II
- 1994 - As Fúrias - Teatro Nacional D. Maria II
- 1995 - A Louca de Chaillot - Teatro Nacional D. Maria II
- 1997 - A Maçon - Teatro Nacional D. Maria II[23]
- 2004 - My Fair Lady - Minha Linda Senhora - Teatro Politeama[24]
- 2011 - Álbum de Família - Teatro Aberto[25]
- 2014 - Três Mulheres Altas - Teatro Nacional D. Maria II[26]
- 2020-2021 - Só Eu Escapei - Teatro Aberto[27]

## Rádio - Teatro Radiofónico
- 1959 - Noite de Teatro - Lourdes[28]
- 1960 - Noite de Teatro - Um Bragança[29]
- 1965 - A Cidade e as Serras (folhetim)
- 1965 - Noite de Teatro - O Perro do Hortelão[30]
- 1967 - Teatro das Comédias - Feliz Provação
- 1968 - Teatro das Comédias - Noites Brancas[31]
- 1968 - História da Rainha Santa (folhetim)
- 1970 - O Canto da Terra (folhetim)
- 1971 - Caminhos Cruzados (folhetim)
- 1971 - Teatro das Comédias - Milionário Modelo
- 1972 - A Vida de São Paulo (folhetim)
- 1972 - Noite de Teatro - O Cúmplice[32]
- 1973 - Noite de Teatro - Othelo[33]
- 1975 - Angústia Para o Jantar[34]
- 1983 - Cerromaior (folhetim)
- 1985 - Tempo de Teatro - Coristas[35]
- 1988 - Noite de Teatro - Beckett ou a Honra de Deus[36]

- - Lista incompleta - em atualização